# Список кардиналов, возведённых папой римским Григорием XI

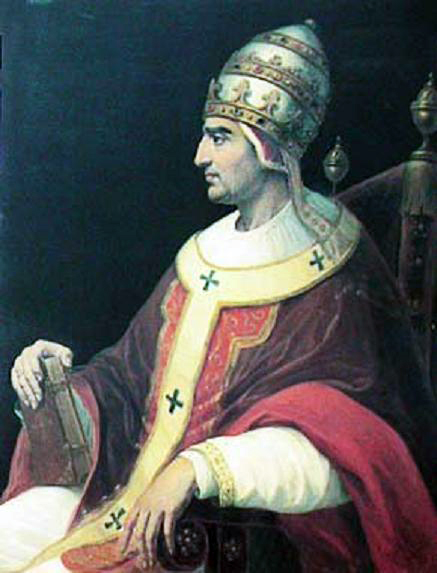
Папа Григорий XI

Кардиналы, возведённые Папой римским Григорием XI — 21 прелат, клирик и мирянин были возведены в сан кардинала на двух Консисториях за семь с половиной лет понтификата Григория XI.
Самой большой консисторией была Консистория от 30 мая 1371 года, на которой было назначено двенадцать кардиналов.

## Консистория от 30 мая 1371 года
- Педро Гомес Баррозо и Гарсия, архиепископ Севильи (королевство Кастилия);
- Жан де Крос, епископ Лиможа (королевство Франция);
- Бертран де Коснак, C.R.S.A., епископ Комменжа (королевство Франция);
- Бертран Лажье де Фижак, O.F.M., епископ Гландева (королевство Франция);
- Роберт Женевский, епископ Камбре (королевство Франция);
- Гийом де Шанак, O.S.B., епископ Манда (королевство Франция);
- Жан Лефевр, епископ Тюля (королевство Франция);
- Жан де Ла Тур, O.S.B.Clun., аббат монастыря Святого Бенедикта на Луаре (королевство Франция);
- Джакомо Орсини, апостольский протонотарий (Авиньонское папство);
- Пьер Фландрен, референдарий Его Святейшества (Авиньонское папство);
- Гийом Ноэле, референдарий Его Святейшества (Авиньонское папство);
- Пьер де Ла Вернь, архидиакон митрополичьего кафедрального капитула Руана, аудитор Трибунала Священной Римской Роты (Авиньонское папство).

## Консистория от 20 декабря 1375 года
- Пьер де Ла Монтр, O.S.B.Clun., архиепископ Руана (королевство Франция);
- Симон да Борсано, архиепископ Милана (Миланское герцогство);
- Юг де Монреле младший, епископ Сен-Бриё (королевство Франция);
- Жан де Бюссье, O.Cist., аббат Сито (королевство Франция);
- Ги де Малезек, епископ Пуатье (королевство Франция);
- Жан де Ла Гранж, O.S.B., епископ Амьена (королевство Франция);
- Пьер де Сортенак, епископ Вивье (королевство Франция);
- Жерар дю Пюи, O.S.B.Clun., аббат Мармутье, в епархии Тура (королевство Франция);
- Педро Мартинес де Луна-и-Перес де Готор, пробст Валенсии (королевство Кастилия).